# مضيق ألور
مضيق ألور ويسمى أيضًا مضيق أللوو يتقسم أرخبيل سولور عن أرخبيل ألور في جزر سوندا الصغرى في إندونيسيا. يقع بشكل رئيسي بين الجزر الأكبر من بانتار وليمباتا. يربط المضيق بين الجزء الغربي من بحر باندا في الشمال وبحر سافو في الجنوب.
إداريًا، تنتمي المنطقة إلى مقاطعة نوسا تينجارا الأندونيسية.